# 贾姆穆恰恩托恩梅恩特
贾姆穆恰恩托恩梅恩特（Jammu Cantonment），是印度查谟-克什米尔邦Jammu县的一个城镇。总人口30107（2001年）。

## 人口
该地2001年总人口30107人，其中男性18386人，女性11721人；0—6岁人口4444人，其中男2639人，女1805人；识字率73.67%，其中男性为79.54%，女性为64.47%。